# انیگما (کمی با من کنار بیا)
«انیگما (کمی با من کنار بیا)» (به انگلیسی: Enigma (Give a Bit of Mmh to Me)) ترانه‌ای از آماندا لیر خوانندهٔ اهل فرانسه است. این یکی از قطعات آلبوم استودیویی انتقام دلچسب (۱۹۷۸) بود که در قالب یکی از تک‌آهنگ‌های آن آلبوم هم منتشر شده‌است. «انیگما (کمی با من کنار بیا)» شاخص‌ترین اثر آماندا لیر در سبک یورو دیسکو به‌شمار می‌آید.

## موقعیت در جدول‌های فروش
| چارت (۱۹۷۸)            | بالاترین جایگاه |
| ---------------------- | --------------- |
| اولتراتاپ بلژیک        | ۱۰              |
| ۴۰ آهنگ برتر هلند      | ۱۷              |
| ۱۰۰ تک‌آهنگ برتر هلند   | ۱۷              |
| مگا تاپ ۵۰ هلند        | ۱۱              |
| جدول تک‌آهنگ‌های ایتالیا | ۱۰              |
| آفریقای جنوبی          | ۱۱              |